# کتابخانه ماسوله
کتابخانه ماسوله مربوط به دوره معاصر است و در شهرستان فومن، شهرک تاریخی ماسوله واقع شده و این اثر در تاریخ ۲۵ اسفند ۱۳۸۰ با شمارهٔ ثبت ۵۲۵۸ به‌عنوان یکی از آثار ملی ایران به ثبت رسیده است.
این بنا بر جای یک حمام قدیمی و در پایین دست بازار ساخته شد. با وجود ایده مناسب خلق یک فضای فرهنگی با کاربری کتابخانه که امری درخور برای این شهر تاریخی است، نقدی جدی نیز بر طراحی این بنا وارد می‌باشد. از جمله درشت دانگی حجم غیر متعارف و به ویژه خرپشته بام بنا که اساساً فاقد سابقه تاریخی در بافت می‌باشد. اصلاح حجم این بنا از اقداماتی است که می‌تواند در بهسازی بافت مثمر ثمر باشد